# 常徳市
常徳市（じょうとく-し）は、中華人民共和国中南部に位置する湖南省の地級市である。古くは武陵や朗州と称した。

## 地理
中国の主要湖畔である洞庭湖の西畔に位置し、この湖に注ぐ沅江の下流にあたる。

## 歴史
常徳における行政区名の初見は春秋時代に設置された黔中郡（郡治は沅陵県西部）である。前220年、前漢により武陵郡と改称し荊州に帰属するようになった。唐代になると、621年（武徳4年）に州制が施行され武陵郡は朗州に改められ、それ以降中華民国初期まで朗州の名称が使用され、その中心地として常徳が存在していた。

## 交通
空港
- 常徳桃花源空港

高速道路

## 行政区画
2市轄区・1県級市・6県を管轄下に置く。
- 市轄区:
  - 武陵区・鼎城区
- 県級市:
  - 津市市
- 県:
  - 漢寿県・安郷県・澧県・臨澧県・石門県・桃源県

| 常徳市の地図                                                                |
| --------------------------------------------------------------------------- |
| 武陵区 鼎城区 （鼎城区飛地） 安郷県 漢寿県 澧県 臨澧県 桃源県 石門県 津市市 |

### 年表
この節の出典

#### 常澧専区
- 1949年10月1日 - 中華人民共和国湖南省常澧専区が成立。常徳県・臨澧県・澧県・安郷県・南県・華容県・桃源県・慈利県・石門県が発足。(9県)
- 1950年8月29日 - 常澧専区が常徳専区に改称。

#### 常徳地区
- 1950年10月19日 (2市9県)
  - 常徳県の一部が分立し、常徳市が発足。
  - 澧県の一部が分立し、津市市が発足。
- 1950年12月20日 (2市9県)
  - 湖北省沔陽専区石首県の一部が華容県・安郷県に分割編入。
  - 湖北省荊州専区公安県の一部が安郷県・澧県に分割編入。
  - 澧県・安郷県の各一部が湖北省荊州専区公安県に編入。
  - 安郷県・華容県の各一部が湖北省沔陽専区石首県に編入。
- 1952年9月2日 - 津市市が澧県に編入。(1市9県)
- 1952年11月13日 - 益陽専区益陽市・益陽県・桃江県・安化県・沅江県・漢寿県を編入。(2市14県)
- 1953年9月2日 - 澧県の一部が分立し、津市市が発足。(3市14県)
- 1953年9月19日 - 湖北省荊州専区松滋県の一部が澧県に編入。(3市14県)
- 1955年2月15日 - 湖北省荊州専区公安県の一部が澧県に編入。(3市14県)
- 1959年3月31日 (14県)
  - 常徳市が常徳県に編入。
  - 益陽市が益陽県に編入。
  - 津市市が澧県に編入。
- 1961年7月9日 (3市14県)
  - 常徳県の一部が分立し、常徳市が発足。
  - 益陽県の一部が分立し、益陽市が発足。
  - 澧県の一部が分立し、津市市が発足。
- 1962年10月30日 - 益陽市・益陽県・桃江県・安化県・沅江県・南県・華容県が益陽専区に編入。(2市8県)
- 1963年5月20日 - 津市市が澧県に編入。(1市8県)
- 1970年 - 常徳専区が常徳地区に改称。(1市8県)
- 1979年12月19日 - 澧県の一部が分立し、津市市が発足。(2市8県)
- 1988年1月23日 
  - 常徳市が地級市の常徳市に昇格。
  - 津市市・常徳県・桃源県・石門県・澧県・漢寿県・慈利県・臨澧県・安郷県が常徳市に編入。

#### 常徳市
- 1988年1月23日 - 常徳地区常徳市が地級市の常徳市に昇格。武陵区が成立。(2区1市7県)
  - 常徳地区津市市・常徳県・桃源県・石門県・澧県・漢寿県・慈利県・臨澧県・安郷県を編入。
  - 常徳県の一部が武陵区に編入。
  - 常徳県の残部が区制施行し、鼎城区となる。
- 1988年5月18日 - 慈利県が大庸市に編入。(2区1市6県)
- 2005年8月2日 - 張家界市慈利県の一部が石門県に編入。(2区1市6県)

## 教育
- 常徳師範学校
- 常徳電視大学
- 常徳工業学校

## 友好都市
- 1994年8月15日、滋賀県八日市市（現東近江市）